# Gustav Horn

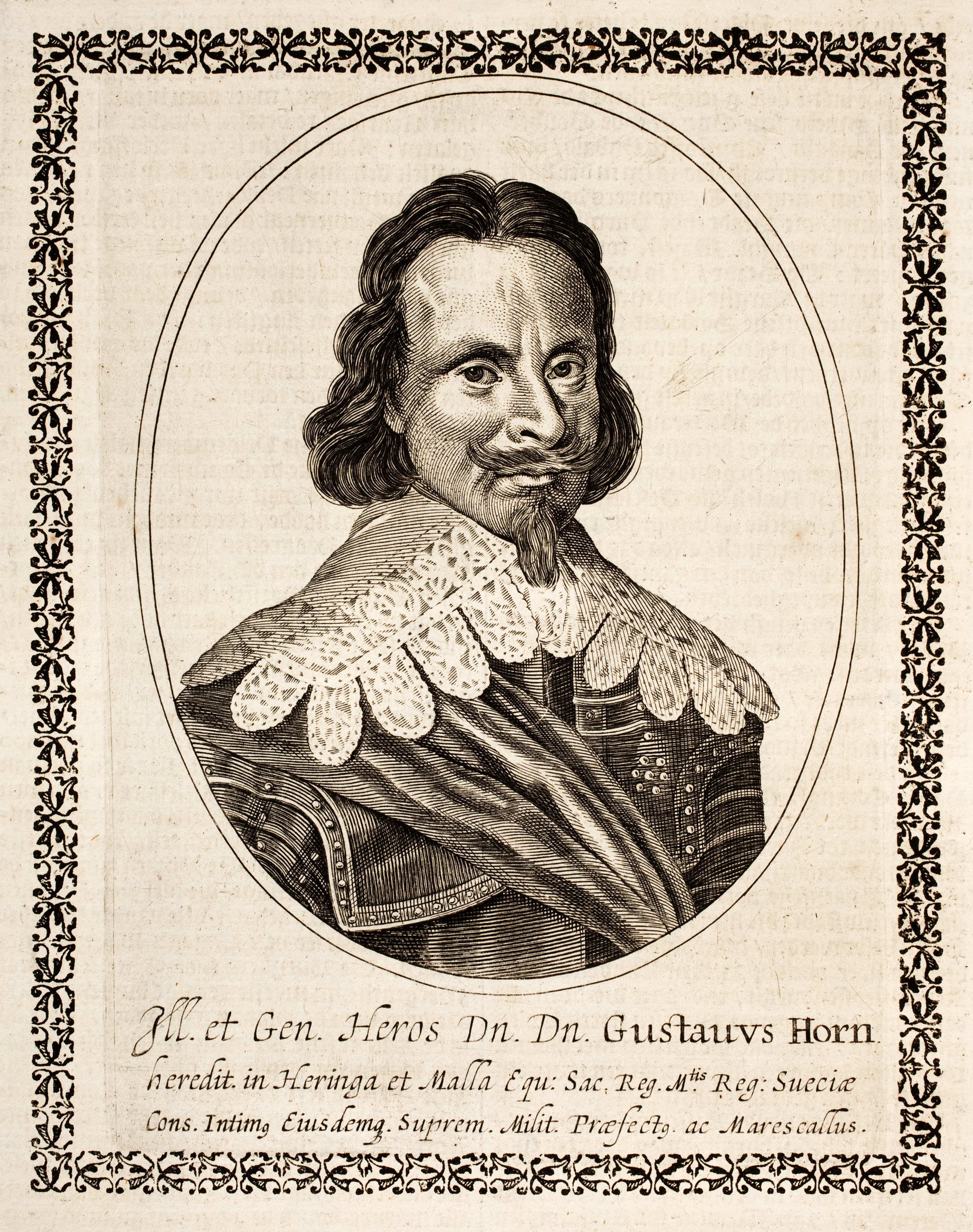
Rytina Gustava Horna

Hrabě Gustav Horn af Björneborg (22. října 1592 – 10. května 1657) byl švédský šlechtic, vojenský velitel a generální guvernér Livonska. V roce 1625 byl jmenován členem královské rady, v roce 1628 polním maršálem, v roce 1652 generálním guvernérem Livonska a roku 1653 policejním prezidentem a prezidentem válečné rady. Ve třicetileté válce (1618–1648) velel švédským vojskům a vybojoval vítězství v bitvě u Breitenfeldu v roce 1631. V roce 1651 mu královna Kristýna I. udělila titul hraběte z Björneborgu (Horn af Björneborg).

## Život

### Mládí
Gustaf Horn se narodil ve Švédsku v Örbyhusu poblíž Uppsaly. Jeho otec byl totiž právě v té době vězněn na zdejším hradě. Byl nejmladším synem polního maršála Carla Horna a Agnety von Dellwig. Pocházel ze švédského (geograficky a etnicky finského) šlechtického rodu Hornů z Kankasu a v mládí studoval na hned několika evropských univerzitách. Především však vystudoval vojenství u prince Mořice Oranžského v Nizozemsku. Už jako plukovník se Gustav Horn v roce 1621 zúčastnil obléhání Rigy a byl zde vážně zraněn. Vedl také jednotky, které dobyly Tartu v livonském Estonsku. Ke konci 20. let 17. století vedl spolu s hrabětem Jakobem De la Gardiem obranu Livonska proti Polsko-litevské unii. Ve věku 35 let byl králem Gustavem II. Adolfem povýšen do hodnosti polního maršála.

### Velitelem švédské armády
Když se král Gustav II. Adolf rozhodl v roce 1630 vstoupit do třicetileté války, jmenoval Gustava Horna svým zástupcem. V bitvě u Breitenfeldu v roce 1631 Horn zabránil císařským silám pod velením Tillyho obklíčit švédskou armádu poté, co saští spojenci uprchli z pole. Poté Horn táhl se svými vojáky do Horních (jižních) Frank a dobyl zde řadu měst, mimo jiné třeba Mergentheim, sídlo Řádu německých rytířů a biskupství v Bamberku). Potom se vrátil k hlavní královské armádě, táhnoucí v té době Bavorskem. Odtud byl Horn poslán velet vojsku v Porýní, kde dobyl Koblenz a Trevír a pokračoval do Švábska.
Po smrti krále Gustava II. Adolfa v bitvě u Lützenu v listopadu 1632 byli polní maršál Horn a generál Johan Banér jmenováni hlavními veliteli švédské armády v Německu. Tchán Gustava Horna, kancléř Oxenstierna, převzal dočasně vládu, protože královně Kristýně I. bylo v té době teprve šest let. Horn dostal rozkaz spojit své jednotky s vojskem Bernharda z Výmaru. Dohromady však nedokázali spolupracovat a tak dostávali každý rozkazy zvlášť.
Po vraždě Valdštejna v roce 1634 v Chebu Horn zabral část Švábska. V průběhu jara roku 1634 jeho vojska neúspěšně obléhala bohaté císařské město Überlingen. Začátkem září 1634 byly spojené armády Gustava Horna a Bernharda Výmarského rozdrceny v bitvě u Nördlingenu armádou Habsbursko-španělskou. Horn byl zajat a držen katolíky na hradě Burghausen až do roku 1642. Poté byl vyměněn za tři císařské generály.

### Pozdější kariéra
Po svém návratu byl Horn jmenován viceprezidentem válečné rady. Během války proti Dánsku v roce 1644 vedl Horn útok na Skåne a dobyl celou provincii kromě měst Malmö a Kristianstad. Obléhání Malmö trvalo až do podpisu mírové smlouvy v Brömsebro. V roce 1651 obdržel Horn Pori (Björneborg) na západním pobřeží Finska. Jeho statek v Alūksne (Marienborg) v Livonsku byl povýšen na baronii. Horn pak zastával úřady generálního guvernéra v Livonsku, Nejvyššího policejního prezidenta a Prezidenta válečné rady. Když v roce 1655 vypukla válka s Polskem, Gustav Horn řídil obranu Švédska proti možné invazi. Gustav Horn byl jedním z nejschopnějších velitelů Gustava II. Adolfa a také velmi schopným správcem. Jeho specialitou bylo zajišťování obrany v různých komplikovaných situacích. Byl znám důrazem na přísnou disciplínu, takže jeho vojska nedrancovala tolik jako ostatní.

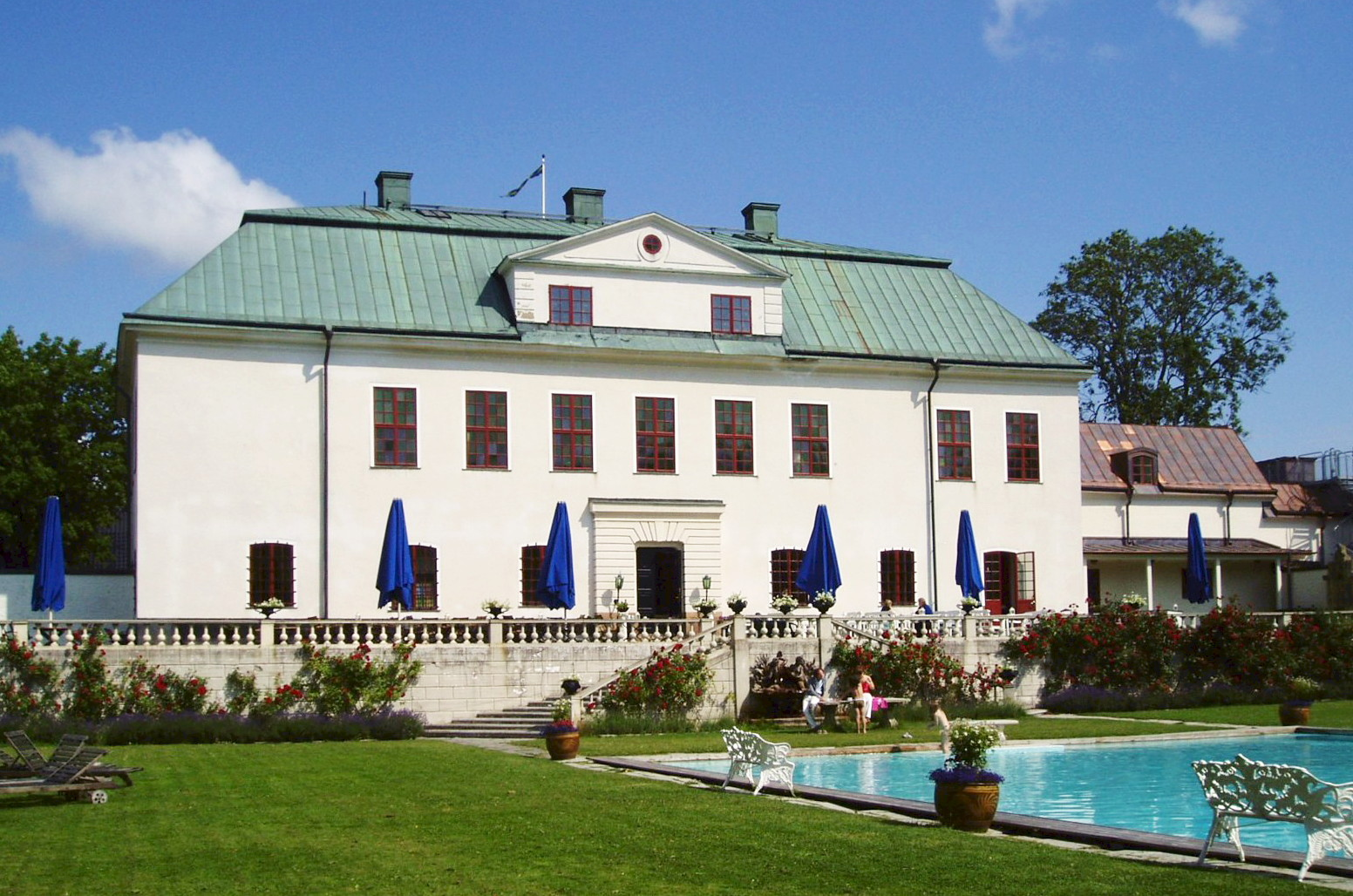
Häringe (Häringe slott)

## Usedlost Häringe
Gustav Horn získal v roce 1625 panství Häringe (Häringe slott) v Södermanlandu. Panství dostal darem od krále Gustava II. Adolfa. Hlavní budovu zámku nechal vystavět Gustav Horn a byla dokončena v roce 1657. Po jeho smrti v roce 1657 zdědila panství jeho dcera Agneta Horn (1629–1672), poté její dcera Hedvig Catharina Lillie (1695–1745) v roce 1730 a nakonec Carl Julius De la Gardie (1729–1786) v roce 1745.

## Rodina
V roce 1628 se Horn oženil poprvé s Kristinou Oxenstiernovou (1609–1631), dcerou kancléře hraběte Axela Oxenstierny. Měli spolu dvě děti:
1. Agneta Horn (1629–1672), která se vdala za barona Larse Cruuse z Gudhemu, pána z Harvialy.[7]

1. Axel Horn (1630–1631).

V roce 1643 se Horn oženil podruhé s Sigridou Bielke (1620–1679). Měli spolu devět dětí:
1. Anna Katarina Horn (1644)
2. Kristina Horn (1646)
3. Ebba Sigrid Horn (1646), dvojče Kristiny
4. Helena Horn (1647–1648)
5. Maria Eleonora Horn (1648–1652)
6. Gustav Karl Horn (1650–1654)
7. Evert Horn (1652–1654)
8. Eva Horn (1653–1740), provdaná za Nilse Bielkeho.
9. Hedvig Lovisa Horn (1655–17??), provdaná za Tureho Karlssona Sparre a podruhé za Bernharda von Liewena.